# Jana Nagyová (aktorka)
Jana Nagyová-Pulm (ur. 9 stycznia 1959 w Komárnie) – słowacka aktorka telewizyjna i filmowa.

## Życiorys

### Wczesne lata
Urodziła się w Komárnie na Słowacji. Studiowała śpiew operowy i grę na fortepianie w bratysławskim konserwatorium.

### Kariera
Już w wieku 12 lat pojawiła się po raz pierwszy przed kamerą w dramacie Daleko do nieba (Ďaleko je do neba, 1972). Mając 18 lat wystąpiła w telewizyjnym filmie familijnym Opłatek (Vianocné oblátky, 1977). W dreszczowcu Śmierć autostopowiczek (Smrt stopařek, 1979) z Markiem Perepeczko i Dagmar Patrasovą przedstawiła tragiczną rolę zgwałconej i brutalnie zamordowanej studentki. Ogromną popularność w wielu krajach przyniosła jej postać księżniczki Arabeli w serialu TV Arabela (1979–1980), w kolejnych odcinkach zastąpiła ją Miroslava Šafránková. Występ w dramacie telewizyjnym Miłosny tryptyk (Triptych o láske, 1980), mimo że dość przeciętny, przyciągnął uwagę mediów ze względu na sceny w kąpieli. Kolejne role w serialu Dwór Elżbiety (Alžbetin dvor, 1986) czy w ekranizacji powieści Zbigniewa Nienackiego Pan Samochodzik i praskie tajemnice (Pražské tajemství, 1988) nie zyskały uznania publiczności.
W 1993 roku ukazała się jej płyta z piosenkami dla dzieci pt. Jana Nagyová zpívá dětem (wyd. Tommü Records). W latach 90. zajęła się promocją kosmetyków.
W grudniu 2005 roku była gospodarzem 44. Międzynarodowego Festiwalu Filmowego dla Dzieci i Młodzieży – MFF (Mezinárodní filmový festival pro děti a mládež) w Zlinie.

## Życie prywatne
Była żoną trenera hokejowego Miro Kuboviča (zm. na raka wątroby), z którym ma córkę Janę (ur. 1983). Powodem rozwodu było jego uzależnienie od alkoholu. W 1987 przeniosła się na stałe do Niemiec i zniknęła całkowicie z ekranu. Tam poślubiła niemieckiego przedsiębiorcę Haralda Schlegela, z którym rozwiodła się w 1991 roku. Z tego związku ma syna Haralda (ur. 1987). Wyszła za mąż po raz trzeci za niemieckiego przedsiębiorcę Toniego Pulma, z którym ma córkę Sophie (Žofkę) Emmę (ur. 2002). Zamieszkała w Alsdorfie (2005), a potem w Düsseldorfie.

## Filmografia

### Filmy fabularne
- 1972: Daleko do nieba (Ďaleko je do neba)
- 1977: Penelopa jako Verona
- 1977: Špetku soli
- 1979: Stretnutie v Tajove
- 1979: Śmierć autostopowiczek (Smrt stopařek) jako Eva Černá
- 1980: Miłosny tryptyk (Triptych o láske)
- 1981: Mezi námi kluky jako Kamila
- 1981: Na baňu klopajú
- 1981: Bičianka z doliny
- 1983: Výlet do mladosti jako Šárika
- 1984: O sláve a tráve jako fotograf Bea
- 1986: Není sirotek jako sirotek jako sekretarka
- 1986: Do-re-mi
- 1986: Není sirotek jako sirotek jako Jitka
- 1987: Zasady kręgu (Pravidla kruhu) jako Blanka
- 1988: Pan Samochodzik i praskie tajemnice (Pražské tajemství) jako Helena, siostra Ludmiły
- 1993: Ziemskie zawirowania (Pozemsky nepokoj) jako Jill Banfordová

### Filmy TV
- 1976: Sváko Ragan
- 1980: Niebezpieczne związki (Nebezpečné známosti) jako Cécile de Volanges
- 1981: Dojrzewanie (Dozrievanie)
- 1981: Bičianka z doliny
- 1982: Chlap prezývaný Brumteles
- 1983: Anička Jurkovičová
- 1983: Co się stało w małym kinie (Čo sa stalo v malom kine)
- 1983: Wywiad rodzinny (Rodinná anamnéza)
- 1983: Monika
- 1983: Sylwestrowe pranie (Silvestrovské pranie)
- 1983: Žakýlska Veronka
- 1984: Oko za oko
- 1984: Chwała i trawy (O sláve a tráve)
- 1985: Gwiezdne dzieci (Hviezdne dieťa)
- 1985: Dziękujemy za życzliwość (Ďakujem ti za láskavosť)
- 1985: Wycieczka do Paryża (Výlet do Paríža)
- 1986: Milovaný Célimar
- 1986: Pro forma
- 1986: Polepetko

### Seriale TV
- 1979–1980: Arabela (serial TV) jako księżniczka Arabela
- 1983: Lekarz umierającego czasu (Lekár umierajúceho času)
- 1984: Tajemnicza wyspa (Tajomný ostrov)
- 1984: Zegarmistrzowskie wynalazki Aurela (Vynálezy hodinára Aurela)
- 1986: Javorová
- 1986: Dwór Elżbiety (Alžbetin dvor)